# The Four Horsemen (canção)
"The Four Horsemen" é uma canção lançada pela banda estadunidense de heavy metal Metallica. A música originalmente chamava-se "The Mechanix", tinham letras diferentes e foi incluída no álbum de demonstração No Life 'til Leather, e em seguida, foi lançado originalmente no Kill 'Em All.  O "riff" principal da música foi escrita por Dave Mustaine (líder do Megadeth), então guitarrista da banda, durante o tempo em que ele estava em sua banda anterior, Panic. Depois de Mustaine ser expulso do Metallica, incluiu no primeiro álbum do seu novo grupo, o Megadeth, Killing Is My Business... And Business Is Good!, com o título ligeiramente encurtado para apenas "Mechanix", com a letra original, e em um ritmo muito mais rápido.

## The Four Horsemen
Foi lançada no primeiro álbum de estúdio de Metallica, Kill 'Em All, em 1983. Depois que Dave Mustaine foi expulso da banda por estar sempre bêbado e drogado, James Hetfield reescreveu a letra e Kirk Hammett adicionou um novo solo de guitarra melódico no meio da canção. Esta seção é raramente tocado quando Metallica executa esta canção ao vivo. Mustaine ainda recebia crédito pela canção, apesar de Mustaine dizer que pediu à banda para não usar seu material, uma declaração que Metallica disputa.
Mustaine afirmou que a ponte da canção foi criação dele, copiando o riff de "Sweet Home Alabama", de Lynyrd Skynyrd enquanto conversava com o baixista Cliff Burton.
Sua letra se refere ao texto bíblico sobre os Quatro Cavaleiros do Apocalipse e o título deve-se também ao fato dos membros da banda se autodenominarem como os quatro cavaleiros, algo que já ocorria quando Dave Mustaine estava na banda. Na Bíblia, os quatro cavaleiros são a Peste, a Guerra, a Fome e a Morte.
"The Four Horsemen" também é o nome de uma banda brasileira cover dos Metallica.

## Mechanix
Dave Mustaine formou Megadeth e lançou o álbum Killing Is My Business... and Business Is Good!. A letra original é sobre um atendente de posto de gasolina que faz sexo para reparar seu negócio. É no mesmo estilo da canção original lançada no álbum de demonstração No Life 'til Leather, porém com um tempo bem mais rápido.